# Olšje, Grebinj
Olšje (nemško Erlach) je naselje v Občini Grebinj v Okraju Velikovec na Koroškem v Avstriji.